# Bianca Andrade
Bianca Andrade da Silva, mais conhecida como Boca Rosa ou Bianca Andrade (Rio de Janeiro, 15 de outubro de 1994), é uma influenciadora digital, empresária, youtuber, diretora criativa, atriz e apresentadora brasileira.

## Biografia
Bianca nasceu e foi criada na comunidade da Maré, no Rio de Janeiro, onde morou até os 20 anos. Na adolescência, fez um curso de maquiagem no SENAC e criou um blog sobre o assunto. Trabalhou como copeira, garçonete e deu aula para crianças para comprar uma câmera e dar continuidade ao seu projeto no YouTube. Em maio de 2020, passou a morar em uma mansão alugada, localizada em São Paulo.

## Carreira
Bianca começou a chamar atenção aos 16 anos por usar um batom rosa, que na época fazia muito sucesso, e sem dinheiro para comprar o batom original, lançado por uma famosa marca internacional, a carioca começou a dar dicas de produtos mais populares que se assemelhavam aos comercializados por grandes grifes e aos poucos passou a ser conhecida na internet. As dicas da influenciadora alcançavam mais pessoas e os trabalhos como maquiadora surgiam cada vez mais. Em 2016, foi convidada para fazer o espetáculo Boca Rosa, contando as experiências da sua vida. Em 2017, foi convidada para ser colunista do programa É de Casa. Em outubro de 2018, lançou uma coleção de maquiagens com a marca de cosméticos Payot, chamada Boca Rosa Beauty by Payot. Em 2019, lançou uma linha de produtos para cabelo, Boca Rosa Hair, em parceria com a Cadiveu.

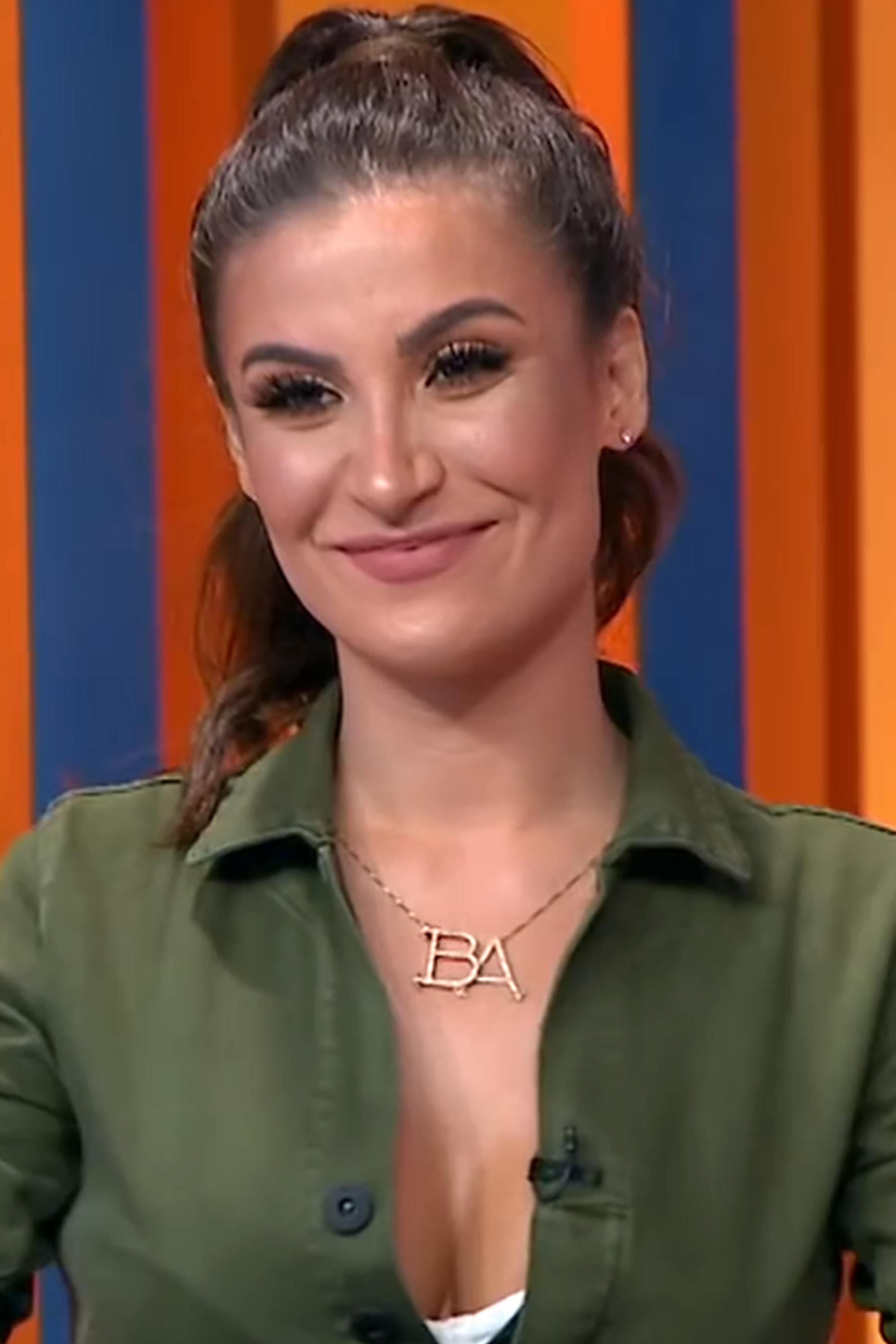
Andrade durante o programa A Eliminação (2020)

Ainda em 2019, fez sua estreia no cinema interpretando Fátima no filme Ela Disse, Ele Disse, filme baseado em um dos livros da escritora Thalita Rebouças. Em julho, lançou em parceria com a marca Francisca Joias, maior e-commerce de semijoias do Brasil, a Coleção Afrodite, acessórios com releituras de semijoias que a blogueira usa. Em outubro do mesmo ano, Bianca apresentou sua primeira coleção de bolsas na passarela do Mega Fashion Week, no Mega Polo Moda, em São Paulo. Em 2020, participou da vigésima temporada do Big Brother Brasil, fazendo parte do grupo de famosos convidados pela produção. Foi a quinta eliminada do programa com 53,09% dos votos, após disputar um paredão com Felipe Prior e Flayslane Raiane. Após sua participação no reality, seus produtos triplicaram em vendas. Em março, se tornou comentarista do programa Soltos em Floripa, exibido pela Amazon, ao lado de Pabllo Vittar, Felipe Titto, Mariano e MC Carol. Após um ano afastada do YouTube, em maio Bianca anunciou sua volta divulgando seu novo programa Boca a Boca.

### Indenização por danos morais
Em 2014, a administradora Juliana Bittencourt contratou Bianca para maquiá-la no dia do seu casamento, porém ela não apareceu no horário combinado, justificando para a noiva que estava atrasada por ter esquecido a maleta com os artigos de beleza e após mais de duas horas de espera, Juliana pediu à sua irmã que fizesse a maquiagem para ela. Após o ocorrido, Juliana entrou com uma ação por danos morais e materiais, por ter perdido parte de sua festa após a ausência da profissional. O processo demorou cerca de três anos para se resolver e após audiência de conciliação na 7ª Vara Cível do Rio de Janeiro, ficou decidido que Bianca pagasse 15 mil reais a Juliana.

### Lipoaspiração
Em dezembro de 2017, Bianca revelou nos bastidores da rádio The Bate Boca, na qual ela não sabia que estava ao vivo, que havia feito uma lipoaspiração em janeiro do mesmo ano. Nisso, ela acabou se envolvendo em uma polêmica que causou revolta nas redes sociais, pois há um tempo atrás ela havia dito aos seus seguidores que sua atual forma física havia sido conquistada por ela ter adotado um estilo de vida saudável, à base de exercícios e comidas naturais.

### Indenização por quebra de contrato
Em julho de 2020, o site Notícias da TV publicou que a Rede Globo abriu um processo contra Bianca pedindo uma indenização no valor de 500 mil por ela não cumprir uma cláusula que fazia parte do seu contrato, que ela assinou para participar do reality Big Brother Brasil 20. Segundo a emissora, Bianca não informou no momento da assinatura do contrato que tinha gravado o reality Soltos em Floripa, do Prime Video, serviço de streaming da Amazon e também concorrente do Globoplay, alegando que Bianca usou o programa para promover sua carreira e aumentar as vendas de seus produtos de beleza, o que foi confirmado pela influencer em entrevistas após sua saída do reality. Em contato com Hugo Gloss, Bianca disse que todas as questões jurídicas e legais envolvendo a Rede Globo estão sendo resolvidas e que está comprometida em fornecer as informações necessárias para deixar claro qualquer mal entendido com a emissora.
Em janeiro de 2021, o Notícias da TV publicou que a influencer reconheceu a quebra de contrato com a Rede Globo e pagou 150 mil reais a emissora encerrando assim o processo judicial.

### Perda de seguidores
No dia 24 de agosto de 2022, Bianca Andrade declarou voto no candidato Luiz Inácio Lula da Silva na eleição presidencial de 2022, e se chamou de "boca vermelha", em alusão a cor que representa o Partido dos Trabalhadores. Ela também celebrou a eleição de Erika Hilton (PSOL), a primeira travesti a conseguir uma vaga de deputada federal em São Paulo. Por isso, recebeu críticas e perdeu 100 mil seguidores em sua conta do Instagram. A empresária afirma que não liga sobre a debandada de seguidores e reiterou seu apoio ao candidato petista.

## Vida pessoal
Entre 2008 e 2016, namorou o arquiteto Luiz Fernando Costa. Bianca é pansexual e já se relacionou com a DJ Barbara Labres. Em março de 2019, começou a namorar o cantor Diogo Melim, integrante da banda Melim, porém o relacionamento chegou ao fim quatro meses depois. Em outubro, o casal reatou e assumiu o namoro publicamente. O relacionamento chegou ao fim em fevereiro de 2020 enquanto a influencer estava confinada participando do reality show Big Brother Brasil. Em setembro de 2020, Bianca assumiu o relacionamento com o youtuber e digital influencer Bruno Carneiro Nunes, conhecido como Fred.
Em 22 de dezembro de 2020, o jornalista Leo Dias anunciou em seu blog e redes sociais que Bianca e Fred estariam esperando um filho, fato este que foi confirmado no mesmo dia pelo casal em suas redes sociais. O apresentador recebeu críticas do público e dos influenciadores pelo vazamento que, como consequência, não permitiu que o casal tivesse o tempo que desejassem para anunciar a gravidez de Bianca. Em 20 de fevereiro de 2021, Fred e Bianca realizaram um "chá de revelação" no estádio do Maracanã para familiares e colegas de trabalho, onde foi revelado que o filho do casal seria do sexo masculino e se chamaria Cris. Todo o evento foi documentado nas redes sociais de Fred, Bianca e de alguns convidados. Em 15 de julho de 2021, seu filho Cris, fruto de sua relação com Fred, nasceu às 21:14. O acontecimento foi comemorado pelo casal em suas respectivas redes sociais.
Em 22 de abril de 2022, Fred e Bianca anunciaram publicamente em suas redes sociais o fim do relacionamento entre os dois.

## Filmografia

### Internet
| Ano           | Título         | Papel     | Notas   |
| ------------- | -------------- | --------- | ------- |
| 2011–presente | Bianca Andrade | Ela mesma | YouTube |

### Televisão
| Ano  | Título                             | Função                   | Notas                                  |
| ---- | ---------------------------------- | ------------------------ | -------------------------------------- |
| 2017 | É de Casa                          | Colunista                |                                        |
| 2019 | Show da Virada                     | Repórter                 |                                        |
| 2020 | Big Brother Brasil                 | Participante (16º lugar) | Temporada 20                           |
| 2020 | Soltos em Floripa                  | Comentarista             |                                        |
| 2020 | Dra. Darci                         | Marluce                  | Episódio: "Vizinho é Pra Essas Coisas" |
| 2020 | Boca a Boca                        | Apresentadora            |                                        |
| 2021 | Meus Prêmios Nick                  | Apresentadora            |                                        |
| 2021 | Mãe Na Real                        | Ela mesma                | Documentário                           |
| 2023 | Minha Mãe Cozinha Melhor que a Sua | Participante (1º lugar)  | Episódio: "5 de março"                 |

### Cinema
| Ano  | Título               | Papel          |
| ---- | -------------------- | -------------- |
| 2019 | Ela Disse, Ele Disse | Fátima         |
| 2021 | Vou Te Cancelei      | Bianca Andrade |

### Videoclipes
| Ano  | Título                    | Artista                     | Ref.   |
| ---- | ------------------------- | --------------------------- | ------ |
| 2017 | "Turbulência"             | Gabi Martins, Nego do Borel | [ 50 ] |
| 2018 | "Sincronicidade"          | Matthies, Ju Moraes         | [ 51 ] |
| 2018 | "Contatinho"              | Nego do Borel, Luan Santana |        |
| 2018 | "Crush Blogueirinha"      | Léo Santana                 | [ 52 ] |
| 2020 | "Saudade Né Minha Filha?" | Flay, Jerry Smith           | [ 53 ] |
| 2020 | "Boca"                    | Pedro Sampaio e Ela Mesma   |        |
| 2021 | "Hollywood"               | Dilsinho                    |        |

## Teatro
| Ano  | Título    | Papel     |
| ---- | --------- | --------- |
| 2016 | Boca Rosa | Ela mesma |

## Prêmios e indicações
| Ano  | Prêmio                    | Categoria                             | Indicação             | Resultado | Ref.   |
| ---- | ------------------------- | ------------------------------------- | --------------------- | --------- | ------ |
| 2016 | Capricho Awards           | Melhor YouTuber de Beleza             | Boca Rosa             | Venceu    | [ 54 ] |
| 2016 | Capricho Awards           | Girl Power by Gillette Venus          | Bianca Andrade        | Venceu    | [ 54 ] |
| 2017 | Prêmio Jovem Brasileiro   | Melhor Espetáculo Teatral ou Musical  | Boca Rosa             | Indicada  |        |
| 2017 | Prêmio Jovem Brasileiro   | Melhor Peça                           | Boca Rosa             | Venceu    |        |
| 2017 | Meus Prêmios Nick         | YouTuber Feminina Favorita            | Boca Rosa             | Indicada  | [ 55 ] |
| 2018 | MTV Millennial Awards     | Oi, Meninas                           | Bianca Andrade        | Indicada  |        |
| 2018 | Prêmio Jovem Brasileiro   | Make                                  | Boca Rosa             | Venceu    | [ 56 ] |
| 2019 | Prêmio Contigo! Online    | Influencer do Ano                     | Bianca Andrade        | Indicada  |        |
| 2019 | Prêmio Jovem Brasileiro   | Make                                  | Boca Rosa             | Indicada  |        |
| 2020 | Prêmio Jovem Brasileiro   | Influencer de Make                    | Boca Rosa             | Venceu    |        |
| 2020 | Prêmio Contigo! Online    | Influenciador do ano                  | Bianca Andrade        | Venceu    | [ 57 ] |
| 2020 | Prêmio Área VIP           | Melhor Digital Influencer             | Bianca Andrade        | Indicada  | [ 58 ] |
| 2020 | MTV Millennial Awards     | Live Pra Tudo                         | Boca a Boca           | Venceu    | [ 59 ] |
| 2020 | MTV Millennial Awards     | Pet Influencer                        | Lua                   | Venceu    | [ 59 ] |
| 2020 | Capricho Awards           | Melhores Amigas                       | Bianca Andrade e Flay | Indicada  | [ 60 ] |
| 2020 | Melhores do Ano NaTelinha | Melhor Influenciador Digital/Youtuber | Boca Rosa             | Venceu    | [ 61 ] |